# Luis de Narváez
Luis de Narváez (Granada, omstreeks 1500 - ?, tussen 1550 en 1560) is een Spaans componist en vihuelista. Zijn naam werd ook als Luys de Narváez geschreven.

## Leven
Over zijn leven staat weinig bekend. Het staat vast dat hij in Granada is geboren, op het einde van de 15de eeuw of omstreeks 1500.
Het eerste wat we over hem als scheppend kunstenaar te weten komen is dat hij deel uitmaakte van het Huis van comendador mayor Francisco de los Cobos aan wie hij zijn belangrijkste werk opdraagt, de "Delphin de música para vihuela", in wiens dienst hij was tot de dood van de comendador in 1547. Luis de Narváez komt daarna als componist in dienst van koning Karel I van Spanje en van prins Filips, die later koning wordt als Filips II van Spanje in 1558.

## Oeuvre
Luis wijdt zich vooral aan de vocale polyfonie en, enkel in de tweede plaats, aan muziek voor vihuela. Niettemin wordt hij vandaag nog het meest herinnerd vanwege dit laatste genre. Hij is de auteur van "Los seys libros del Delphin de música de cifra para tañer vihuela", gepubliceerd in Valladolid in 1538. Het is een verzameling die een groot aantal instrumentale fantasía's bevat volgens Italiaans model die in de volgende decennia bijzonder invloedrijk zouden blijken, romances, villancico's en reeksen diferencias (instrumentale variaties op liederen die dan al vertrouwd klinken, zoals de Diferencias sobre "Guárdame las vacas"; dit werk bevat enkele van de eerste variaties in de muziekgeschiedenis. Het werk bevat polyfone akkoorden en fantasia's die dicht bij de stijl van de Nederlandse polyfonisten aanleunen en op gregoriaanse zang en Spaanse romances zijn gegrond.
Het werk bevat ook de eerste transcripties voor vihuela van polyfone liederen. Zijn meest bekende stukken zijn met name de transcripties van het vierstemmig werk van Josquin Desprez, "Mille regretz" (ook bekend als "La Canción del Emperador", omdat het een van de favoriete liederen was van Karel V) die het origineel uitgesproken getrouw navolgt; en het lied "Paseavase el rey Moro" (met begeleiding van vihuela).
Twee van zijn motetten worden in 1539 en 1543 in Lyon (Frankrijk) gepubliceerd in bundels die speciaal aan dit genre zijn gewijd.
In de 20e eeuw wordt de bouw van vihuela’ s nieuw leven ingeblazen, zoals ook de kunst ze te bespelen. Emilio Pujol publiceert een werk over Narváez (1945) in de reeks referentiewerken Monumentos de la música española.
Zijn naam wordt in verband gebracht met een compositieprijs die in Granada werd uitgeschreven.